# Kupfersiefer Bach
Der Kupfersiefer Bach ist ein beinahe fünf Kilometer langer, orographisch linker Nebenfluss der Sülz im nordrhein-westfälischen Rheinisch-Bergischen Kreis.

## Geographie

### Verlauf
Der Kupfersiefer Bach entspringt auf einer Höhe von 162 m nördlich von Wickuhl direkt nördlich der Grenze zum Rhein-Sieg-Kreis.
Er fließt zunächst südlich an Groß- und Kleinbliersbach vorbei, passiert dann die Kupfersiefer Mühle, läuft südwestlich an Menzlingen entlang und mündet schließlich auf 111 m im südlichen Teil von Rösrath-Zentrum (Rheinisch-Bergischer Kreis) links in die aus dem Norden heranziehende Sülz.

### Einzugsgebiet
Das etwa 2,9 km² Einzugsgebiet des Kupfersiefer Bachs wird über Sülz, Agger, Sieg und Rhein in die Nordsee entwässert.
Es grenzt

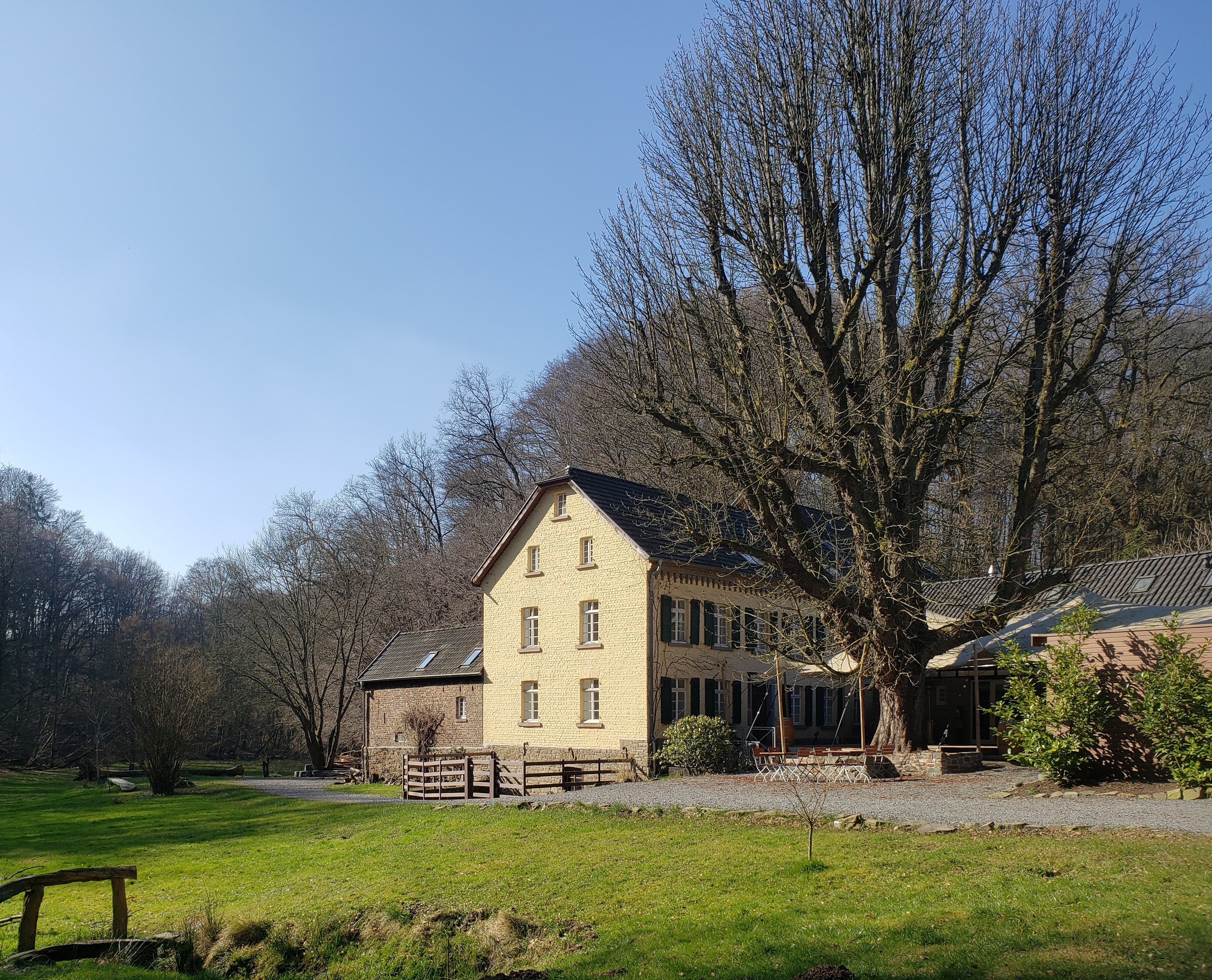
Das Bachtal an der Kupfersiefer Mühle

- im Nordosten an das des Brunsbachs
- im Osten an das des Texmühlen Bachs
- im Süden an das des Gammersbach und des Immetsiefen
- im Nordwesten an das des Bonnensiefen
- und im Norden an das	Hofferhofer Bachs

Das Bachtal ist zum großen Teil bewaldet, ansonsten dominieren landwirtschaftlich genutzte Flächen.

### Zuflüsse
- Kupfersiefen (links), 0,8 km

## Frühere Nutzung, Freizeit und Erholung
Kurfürst Karl Theodor erteilte im Jahr 1783 die Konzession, am Kupfersiefer Bach mit der Kupfersiefer Mühle eine Mahlmühle zu betreiben.
Im Rahmen einer Tourenbeschreibung bezeichnete der Kölner Stadtanzeiger den Verlauf als „herrliches Bachtal“ mit Waldwegen und einer Mühle.